# Czibcza

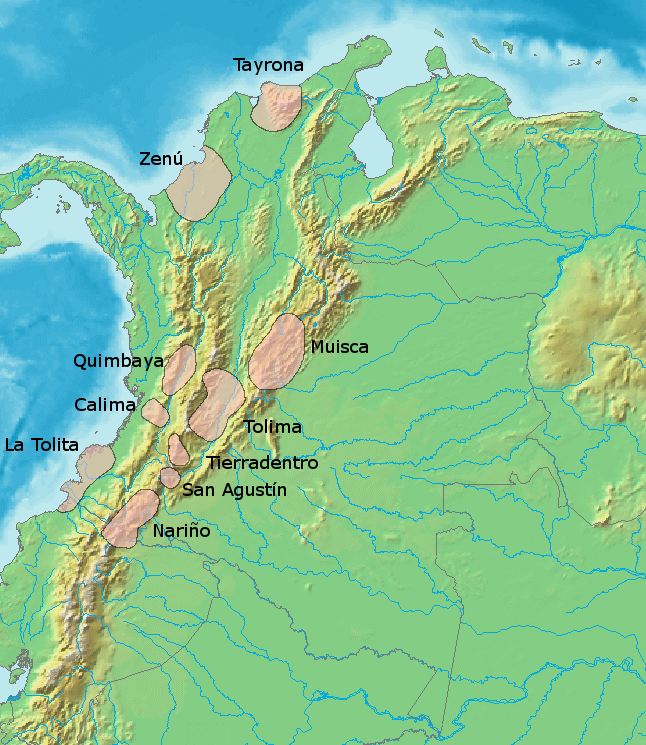
Prekolumbiskie kultury na obszarze współczesnej Kolumbii (obszar kultury Czibcza-Muisca w okolicach współczesnej Bogoty)

Kultura Czibcza-Muisca (hiszp. Chibcha-Muisca) – kultura ludów żyjących w okresie konkwisty na wyżu Kolumbii, na wschód od górnego biegu rzeki Magdaleny, w okolicy dzisiejszych miast Bogota i Tunja. Ludy te nazywały siebie Muiskami lub Mwiskami (Muisca, Muysca albo Muexca), co oznacza „ludzie, osoby, człowiek”. Wytworzyły kulturę rozwijającą się od około 1000 do 1538 i uważaną za trzeci zespół wysokich cywilizacji Ameryki prekolumbijskiej, ustępujący jednak osiągnięciom Majów i Azteków w dawnym Meksyku oraz Inków na wyżu andyjskim.

## Język
Słowem Czibcza oznacza się najczęściej rodzinę językową, do której zalicza się ludy zamieszkujące na płaskowyżu bogotańskim. Mową tą posługiwali się plemiona Sutaganów, Tunebów, Laczów, Guanów, Chitarerów, Timotów, Torondojes, Ciców. Wszystkie te ludy zajmowały obszar ponad 70 tysięcy km² tworząc nie tylko wspólnotę językową, ale i kulturową. Zajmowali region obejmujący całe pasmo Kordyliery, od północnego masywu Sumapaz aż po łańcuch Cordillera de Merida w Wenezueli.
Dziś na tych terenach nikt nie mówi tym językiem. Stał się on martwy na początku XVIII wieku. Używany jest jedynie przez Indian Kogi z Sierra Nevada de Santa Marta, spadkobierców Taironów, którzy byli sąsiadami Muisków i u nich dzisiejsi antropolodzy upatrują pierwotne pochodzenie Czibczów.

## Społeczeństwo
Populacja Czibczów w okresie konkwisty liczyła około miliona ludzi. Niektórzy historycy podnoszą tę liczbę nawet do dwóch milionów. Największymi miastami Muisków były: Bacatá (lub Vacatá, obecnie Bogotá), Hunza (obecna Tunja), Candelaria La Nueva i Mosquera.
Społeczeństwo Czibczów-Muisca dzieliło się na możnych i lud – wieśniaków, rękodzielników, górników. Duże znaczenie mieli kapłani tworzący dziedziczną warstwę o randze możnych. W społeczeństwie najniższą warstwą byli niewolnicy, pozyskiwani drogą kupna lub w trakcie wypraw wojennych.

## System władzy

### Początki państwowości
Początki państwowości Czibczów sięgają XI wieku, kiedy powstały pierwsze, niezależne osady. Od początku XIII wieku istniały bardziej scentralizowane organizmy polityczne o dwupoziomowej strukturze terytorialnej ze względu na wielkość osiedla.

### Państwa Muisków
W okresie konkwisty Czibczowie-Muisca tworzyli dziewięć państw. Były nimi: Sachica, Tinjaca, Chipta, Saboya, Guantena, Tundana, Iraca, Hunza (Tunja) i Bacata (Bogota). Stopniowo władzę nad całym niemal obszarem Muisków przejęli władcy dwóch ostatnich państw. Sąsiadujące ze sobą królestwa Tunja i Bogota stale rywalizowały o dominację na zajmowanych przez siebie terytoriach. Każde było rządzone przez władców dynastycznych i obowiązywała w nich hierarchia władzy.

### System administracyjny
Każde z państw składało się z kilku księstw, nazywanych usake (hiszp. uzaque). Na jego czele stał dziedziczny władca (książę), zatwierdzany przez władcę państwa. W obrębie jednego usake znajdowało się od 80 do 120 wsi, na czele każdej z nich stał miejscowy kacyk. On to właśnie był odpowiedzialny za życie jej mieszkańców i dbał o interesy państwa na tym terenie, kierując pracą podległych sobie ludzi. Wodzowi osady podlegali naczelnicy zibyntyba, stojący na czele wspólnot terytorialnych zwanych zibyn lub sybyn, a przez Hiszpanów kapitaniami. Najniższą jednostką administracyjną były małe rodzinne wspólnoty uta.

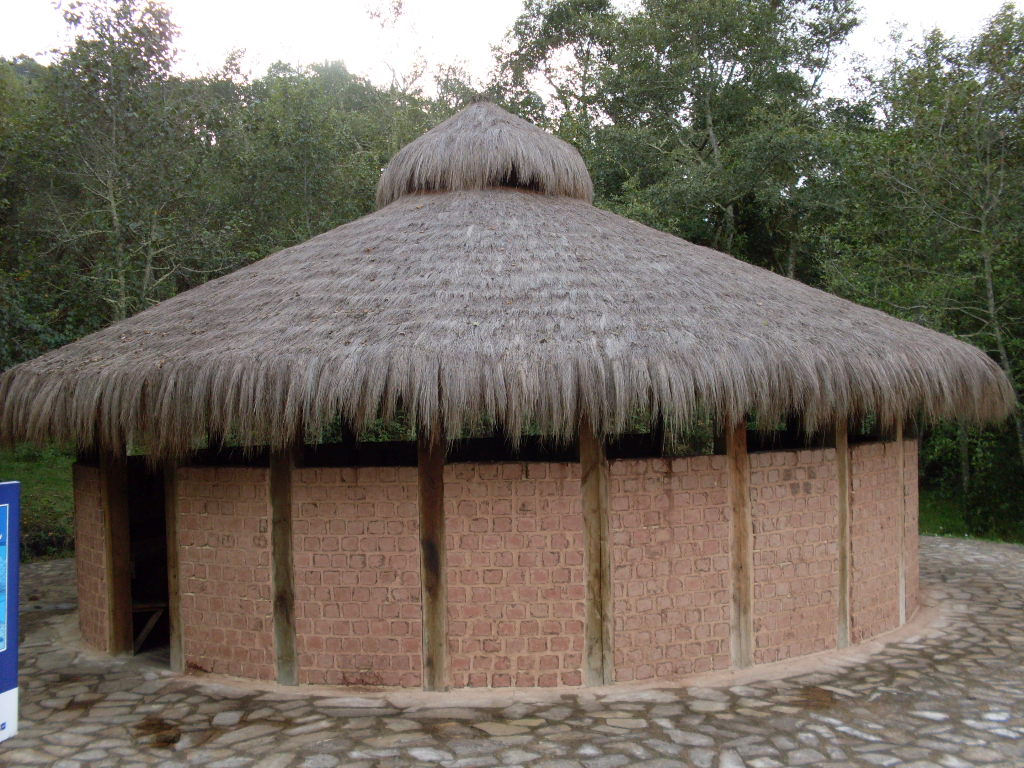
Dom Czibczów z rejonu jeziora Guatavita

### Władcy
Władcy obydwu państw byli uważani za istoty boskiego pochodzenia. Władca Bogoty, nazywany zipa (w miejscowym języku znaczyło to „nasz ojciec”), swój rodowód wywodził od Księżyca. Przysługiwał mu również tytuł usake Bogoty. Władcę Hunza (Tunja), nazywany zake (hiszp. zaque; w miejscowym języku – „mocarny mąż”) poddani czcili natomiast jako potomka Słońca. W związku z wiarą w ich boskie pochodzenie otaczani byli szczególną czcią przez poddanych, przysługującą bogom. Zasada dziedziczenia była ściśle przestrzegana i zgodnie z nią sukcesorem mógł zostać wyłącznie siostrzeniec, a nie syn czy córka. Dodatkowo w przypadku władców Bogoty następca musiał pochodzić z klanu Chia, którego emblematem był Księżyc. Władca Muiska podróżował w drewnianej lektyce ze złotymi listwami. Jego strój zdobiły złote cekiny, a na głowie nosił złoty diadem.
Ceremonia intronizacji nowego zipa miała bardzo uroczysty charakter. Podczas niej z wybrańca zdejmowano szaty, namaszczano go żywicą i posypywano złotym piaskiem. Następnie przyszły władca wypływał tratwą wraz z kapłanami na środek świętego jeziora Guatavita. W trakcie tej ceremonii zrzucał z siebie zgromadzone wcześniej kosztowności – złote klejnoty, diademy i naszyjniki, składając je w ofierze bóstwom. Zgodnie z tradycją, o wschodzie słońca zanurzał się w wodzie, zmywał z ciała złoto i oczyszczony wracał do swego ludu jako nowy, prawowity władca państwa Muisków. Scena inicjacji nowego zipa została uwieczniona na słynnej Balsa Muisca w zbiorach Muzeum Złota w Bogocie.
Opowieści o skarbach z jeziora Guatavita, zasłyszane przez hiszpańskich konkwistadorów, stały się zaczynem legendy o El Dorado i motywem wielu wypraw w poszukiwaniu tej krainy.

## Gospodarka
Czibczowie-Muisca zajmowali się uprawą ziemi, górnictwem, rękodzielnictwem oraz handlem, w mniejszym stopniu myślistwem i rybactwem.

### Rolnictwo i myślistwo
Rolnictwo i płody rolne było podstawą utrzymania ludności. Rolnicy uprawiali ziemniaki, kukurydzę, bataty, dynie, awokado, bawełnę, kokę i tytoń. Myśliwi polowali na jelenie, zające i inną drobną zwierzynę.

### Rzemiosło
Spośród rzemiosł dominowało złotnictwo, tkactwo i garncarstwo.
Tkactwo opierało się na uprawie bawełny. Wyrabiane tkaniny były barwione i starannie ozdabiane różnymi motywami. Wśród nich były tkaniny „święte” ozdobione rysunkami o tematyce religijnej (sylwetki bóstw i rytuały). Tkaniny bawełniane były ważnym produktem eksportowym.
W garncarstwie dominował wyrób naczyń codziennego użytku, ozdobionych prostymi geometrycznymi wzorami. Charakterystycznym wyrobem dla Muisków była múcara, dzban z wydłużoną szyjką, ozdobiony wzorem i namalowaną twarzą czy sylwetką ludzką, służący do przechowywania przedmiotów kultu i składany często z zawartością w grobie wraz ze zmarłym.
Poziom mistrzów złotnictwa Muisków był bardzo wysoki, choć nie osiągnął takiego poziomu, jak u innych pobliskich „złotych” kultur prekolumbijskich (szczególnie Quimbaya), przy czym na terenie żadnego z państw Muisca nie wydobywano złota (pozyskiwano go na drodze handlu z sąsiednimi ludami). Badania archeologiczne, przeprowadzone w drugiej połowie XX wieku, ujawniły sposoby obróbki metalu przez indiańskich mistrzów „złotych” kultur prekolumbijskich (Quimbaya, Tairona, Zenú, Muisca, Tolima, Calima). Prekolumbijska metalurgia znała technikę odlewania na „wosk tracony”, tłoczenia, repusowania (kucia), młotkowania, wyżarzania, hartowania, rozpuszczania, pozłacania, zgrzewania i filigranowania. Ponadto indiańscy artyści tworzyli stopy złota z innymi metalami (np. tumbaga), a także przy użyciu soku pewnych roślin uzyskiwali efekt pozłacania wyrobów wykonanych z mniej szlachetnych kruszców. Ulubionym motywem artystów Muisca było chunzo, co w języku Czibczów oznaczało „bóstwo”, zarówno w sensie boga, jak i składanej mu ofiary, w postaci płaskiego, trójkątnego wyobrażenia ludzkiego z szeroką klatką piersiową zwężającą się ku dołowi, z wyraźnie oddzielonymi kończynami i zaznaczonymi rysami twarzy tworzonymi przez wykorzystanie cienkich drucików. Figurki te zwane były przez Hiszpanów tunjo. Występowały wśród nich także przedstawienia ludzi różnych profesji w charakterystycznych dla nich strojach i w różnych sytuacjach, w tym także podczas odbywania stosunku płciowego. Wykonywano także całe sceny ceremonii, czego przykładem jest słynna tratwa z jeziora Siecha (La balsa Muisca – Tratwa Muisca). Obecnie wiele wyrobów artystów Muisca znajduje się w kolekcji Muzeum Złota w Bogocie.

### Górnictwo
Górnicy pracowali w wielu działających na terenie państw Muisków kopalniach szmaragdów. Do najgłębszych, jakie kiedykolwiek istniały w Ameryce prekolumbijskiej, należały kopalnie Muisków w Somondoco i Chivor.
Muiskowie opanowali również technikę pozyskiwania soli. Gliniane naczynia napełniali solanką otrzymywaną z licznych źródeł znajdujących się na płaskowyżu. Po odparowaniu wody rozbijali je, a z wewnętrznych ścian skorupy zdrapywali osadzoną sól. Największymi ośrodkami pozyskiwania soli były Zipaquirá i Nemocón.

### Handel
Handel lokalny odbywał się na targach regularnie organizowanych co 4 dni w ważniejszych ośrodkach miejskich, takich jak Bacatá (Bogota), Zipaquirá, Hunza (Tunja) y Turmequé. Muiskowie prowadzili także handel z innymi ludami, eksportując sól, tkaniny bawełniane i szmaragdy, a kupując złoto potrzebne im na ofiary, dary grobowe i ozdoby.

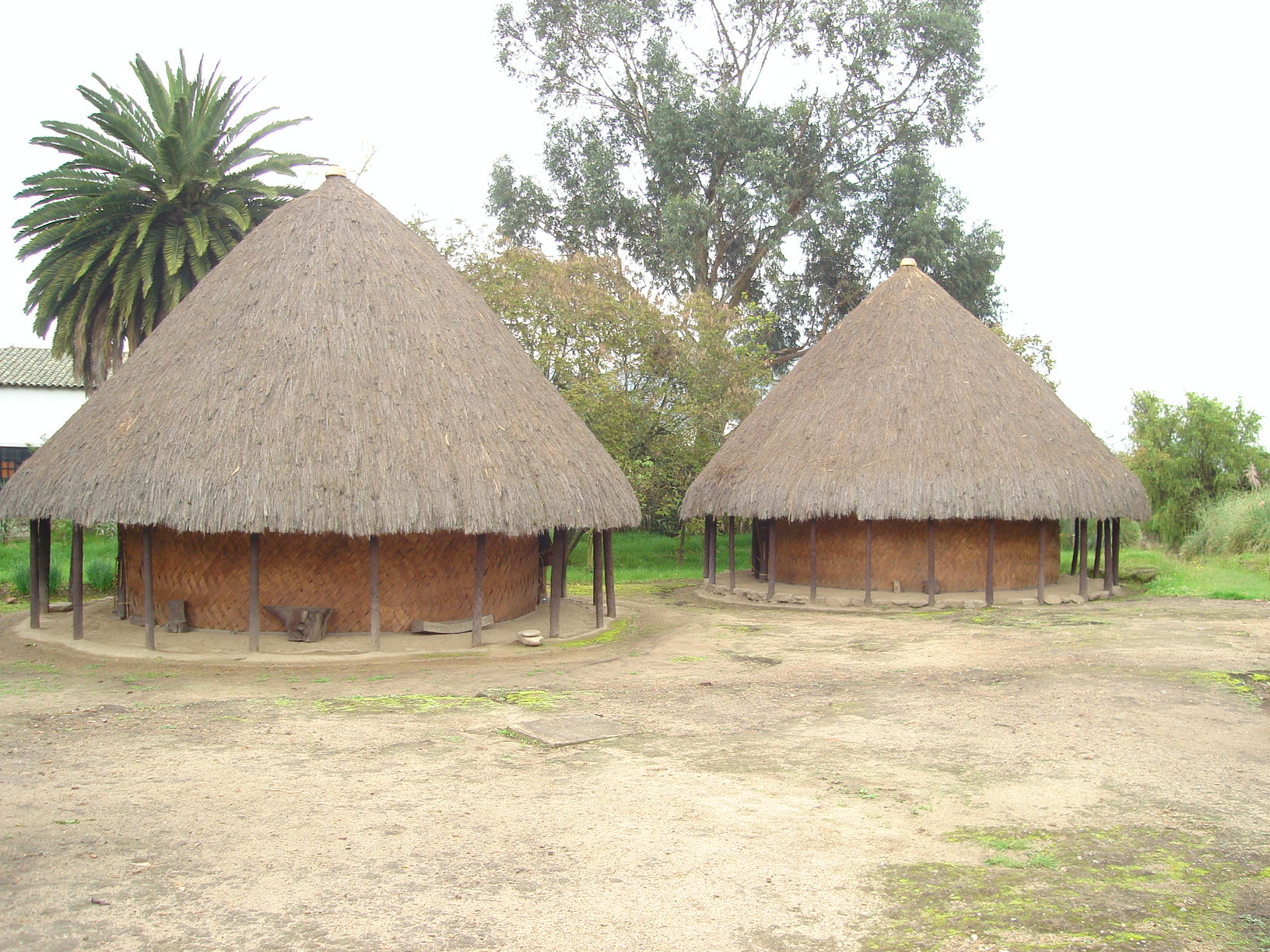
Rekonstrukcja domów Czibczów w Parku Archeologicznym przy Muzeum Archeologicznym w Sogamoso

## Budownictwo
Budynki wznoszono z drewna i trzciny.
Chaty były najczęściej wzniesione na planie koła, a podwójne ściany z trzcin wzmacniały drewniane pale. Niektóre domostwa o prostokątnej podstawie miały dachy dwuspadowe. Każdy z kacyków mieszkał w budynku zwieńczonym wysokim, stożkowatym i krytym strzechą dachem, powyżej którego wznosił się maszt pomalowany na czerwono oraz ozdobiony proporczykami i chorągiewkami.
Ściany pałaców były drewniane z wplecioną trzciną i pokryte glinianym tynkiem. Okna zamykano trzcinowymi okiennicami podobnymi do żaluzji. Siedzibę władcy wznoszono na potężnych słupach wkopywanych w doły, w których wcześniej składano młode dziewczęta-niewolnice, stąd tytuł władcy usake (usa – pod, que – słup, pal).

## Religia

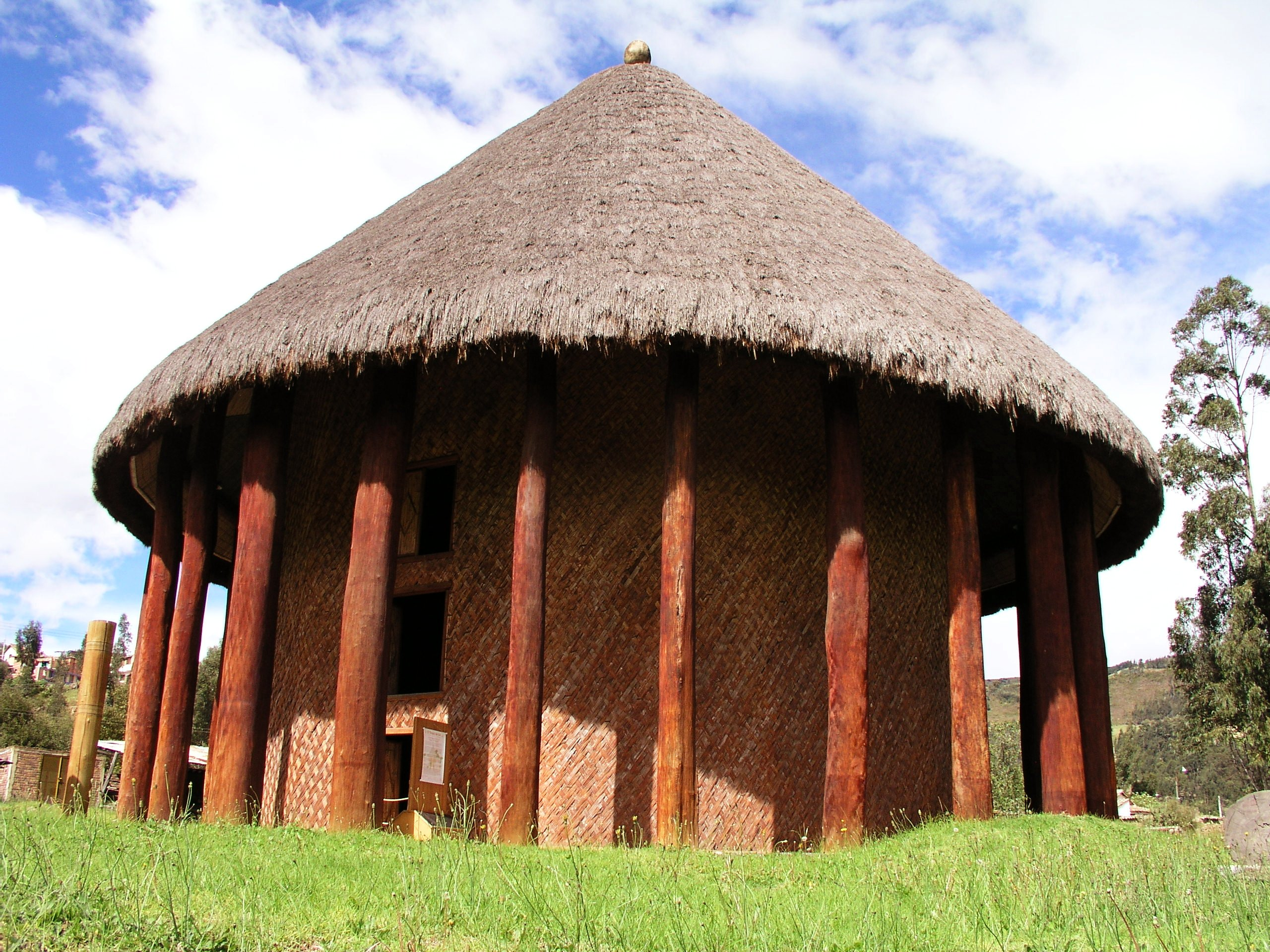
Rekonstrukcja Świątyni Słońca w Parku Archeologicznym w Sogamoso

Czibczowie-Muisca czcili boga twórcę świata, boginię księżyca i boga słońca oraz wiele innych lokalnych bóstw. Otaczali kultem mitycznego bohatera, nauczyciela praw i umiejętności zwanego Bochica. Muiskowie spośród wszystkich sił przyrody szczególnie czcili słońce i wodę. Za dar słońca uważali złoty piasek i wyroby ze złota, które to składali później w ofierze bóstwom wody. Szczególną czcią otaczano święte jezioro Guatavita. Bóstwom składali ofiary również z tkanin, słońcu – z ludzi-niewolników, którym wyrywano serca jak w Meksyku. Centrum życia religijnego Czibczów było święte miasto Sugamuxi (obecnie Sogamoso), stolica państwa Iraca, z sanktuarium boga Słońca, w którym czczono złote posągi bóstw i w którym spoczywały mumie znanych wodzów i wojowników Muisca.

## Armie Muisków
Lud Czibcza został odkryty w 1536 przez hiszpańskiego konkwistadora i prawnika Gonzala Jiméneza de Quesadę. On to w swojej kronice z wyprawy oceniał armię Bogoty na 60 tysięcy wojowników, a Tunji – na 40 tysięcy. Armie te składały się z pieszych wojowników, uzbrojonych w twarde maczugi z czarnej palmy oraz z oszczepy z tego samego drewna, hartowane w ogniu i ciskane za pomocą miotaczy ze specjalną nasadą-palikiem zapewniającą większą celność i zasięg. Do bezpośredniej ochrony służyły drewniane tarcze. Wojownicy Muisków nie znali łuków i strzał, nie używali też kurary i innych trucizn do zwalczania wroga.
Podczas podboju przez Hiszpanów stawili zbrojny, chociaż nieskuteczny opór, a ich państwa zostały zniszczone do 1538. Najwięcej kłopotu sprawili najeźdźcom wojownicy z Duitama, którzy używali dołów-pułapek i długich lanc skutecznych w walce z kawalerią konkwistadorów.

## Kronikarze o Czibczach
Na temat ich wyglądu pierwsi kronikarze tak się wyrażali:

Są urodziwi i postawni, a lud to biały, schludny i dbały, o twarzach orlich i rysach foremnych, jakże miłych dla oka.

Mwiskowie są dobrze zbudowani, raczej niewysocy (mierzyłem, co poniektórych i nie przekraczają metra pięćdziesięciu), czoła mają niskie, oczy nieco skośne, spojrzenie nieco skośne, spojrzenie niezbyt pewne znamionuje śmiałość; granatowoczarne włosy, gęste i długie, na ramiona opadające; chodzą z odkrytą głową, jeno na czas świąt przewiązania bawełnianą opaską przyozdobioną piórami.

## Galeria
Przedmioty kultury Czibcza-Muisca w zbiorach Muzeum Złota w Bogocie

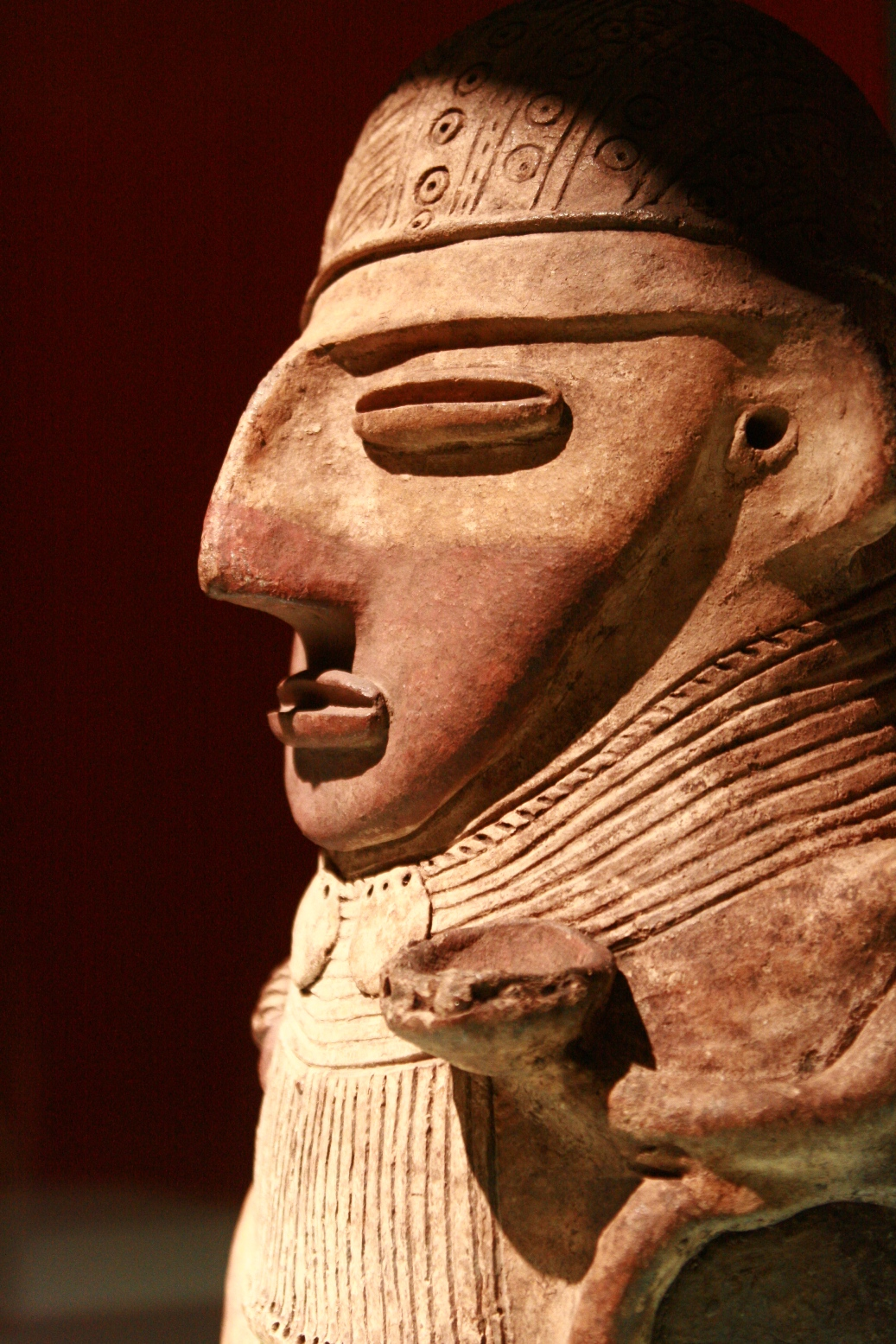
Ceramiczna statuetka mężczyzny
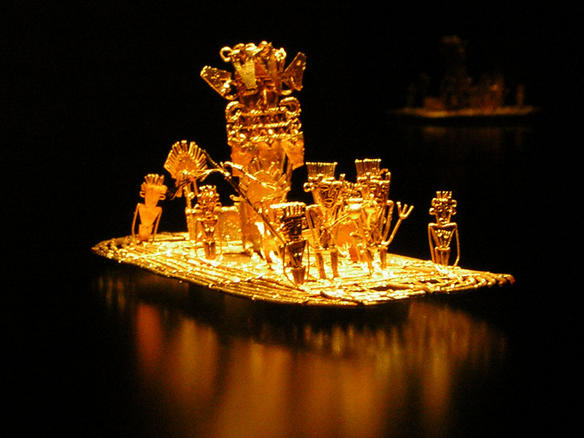
Balsa Muisca (Tratwa Muisca) ze sceną ceremonii inicjacji nowego zipa; wyrób ze stopu złota, srebra i miedzi
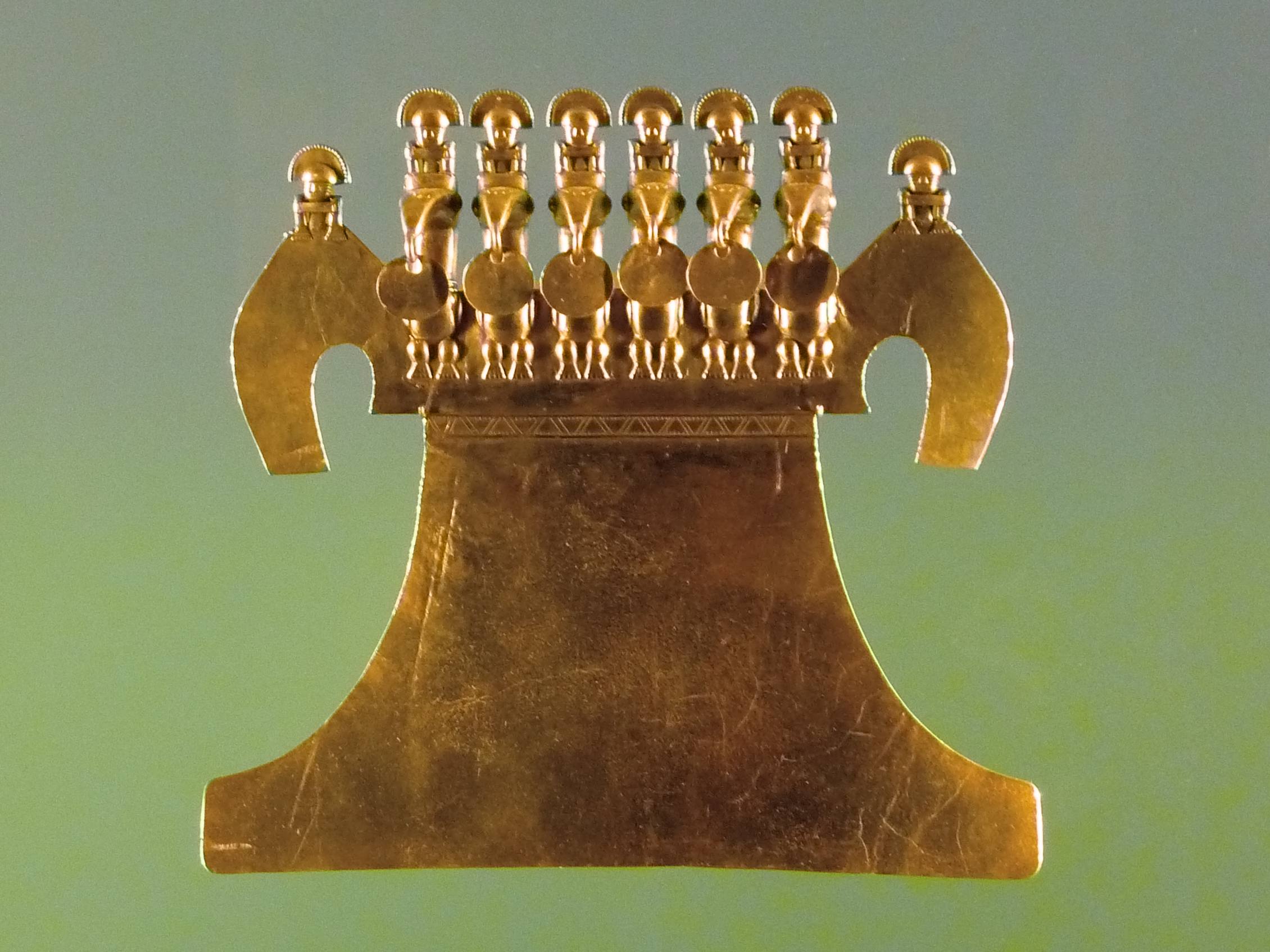
Pektorał z tumbaga
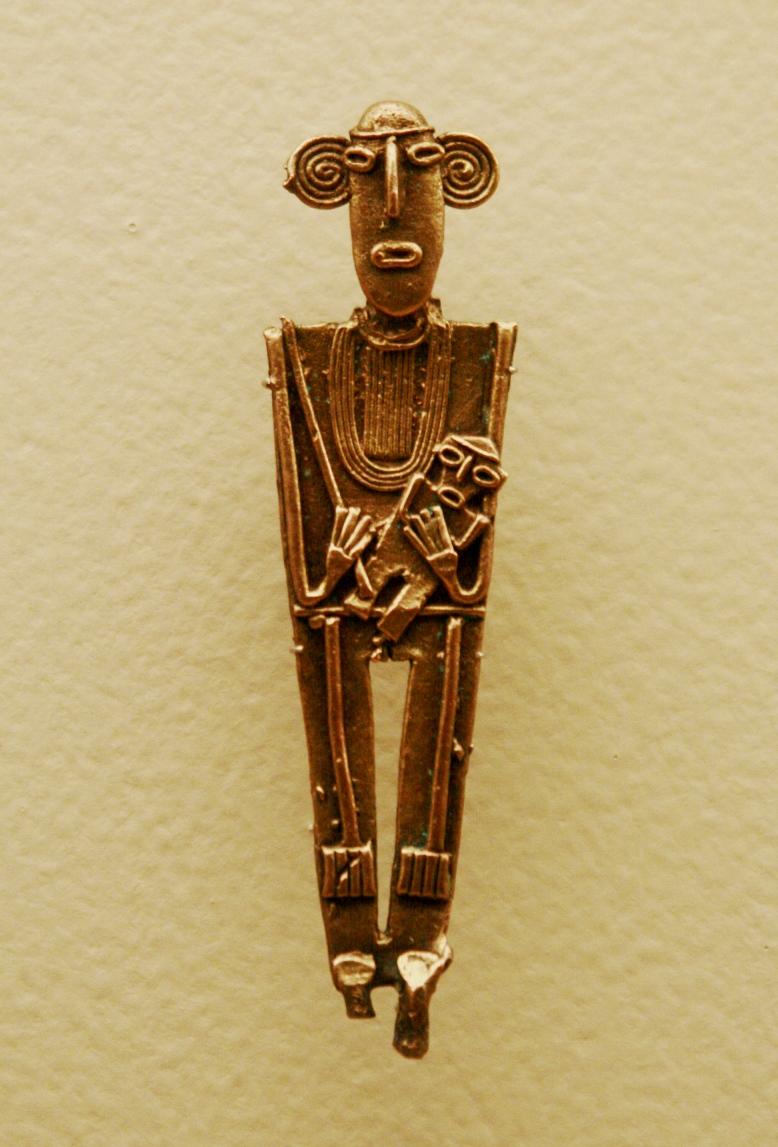
Złota figurka wotywna (tunjo)